# Olaus Petri Wibberbonius
Olaus Petri Wibberbonius, död 1541, var en svensk präst och hovpredikant.

## Biografi
Olaus Petri Wibberbonius var 1526 kunglig hovpredikant hos Gustav Vasa. Han blev 1531 kyrkoherde i Hedemora församling. Wibberbonius avled 1541.